# Knight Rider (jeu vidéo, 1986)
Knight Rider est un jeu vidéo d'action développé et édité par Ocean Software en 1986 sur Amstrad CPC, Commodore 64  et Sinclair Spectrum.

## Système de jeu
Knight Rider est un jeu vidéo regroupant des éléments d'action, d'arcade et de shoot them up, s'inspirant de la série télévisée homonyme diffusée durant les années 1980. Le scénario se centre sur le pilote et protagoniste Michael Knight aux commandes d'une voiture informatisée du nom de KITT (acronyme de Knight Industries Two Thousand). L'intrigue débute lorsque le patron de Michael, Deven, découvre qu'un groupe de terroristes tente de perturber les réunions clés entre l'Est et l'Ouest, et aurait même dans l'idée de faire démarrer une troisième guerre mondiale.
Le jeu se compose de cinq missions, quatre étant liées à l'histoire — La Convention démocratique, La Conférence U.N., La Conférence des métiers, et Le dîner présidentiel —, et d'un terrain aléatoire. Chaque mission possède une limite de temps. Lors de chaque mission, le joueur doit conduire à un endroit désigné pour commencer. En chemin, il est attaqué par des missiles d'hélicoptères. Le joueur peut choisir de conduire et laisser KITT cibler automatiquement les ennemis, ou laisser KITT conduire automatiquement de sorte que le joueur puisse cible les ennemis. Le joueur remporte des points en fonction du nombre d'hélicoptères abattus. La précision de KITT augmente lorsqu'elle est conduite lentement, mais ralentit le temps de mission et affecte les chances de réussite.